# AS de Vacoas-Phoenix
AS de Vacoas-Phoenix is een Mauritiaanse voetbalclub uit de stad Curepipe. De club speelt in het Stade George V dat plaats biedt aan 6200 toeschouwers.

## Erelijst
Mauritian Republic Cup
2006